# Mizraim
Mizraim beziehungsweise Mizrajim (hebräisch מִצְרַיִם Miṣráyim oder als Pausalform מִצְרָיִם Miṣrāyim; vgl. arabisch مصر Miṣr) ist der hebräische Name für Ägypten, mit der Dualendung -áyim, vielleicht mit Bezug auf die „zwei Ägypten“, Oberägypten und Unterägypten.
Nach der Völkertafel Gen 10, in der Ländernamen personifiziert werden, bezeichnet Mizraim auch eine Person (Gen 10,6 ). Nach dieser Genealogie war Mizraim einer der Söhne Hams, der seinerseits zusammen mit seinem Vater Noah und seinen Brüdern Sem und Jafet in der Arche die Sintflut überlebt haben soll. Mizraim war der Bruder von Kusch, der zusammen mit Put und Kanaan den hamitischen Zweig der Nachkommen Noahs bildet. Die Nachkommen Mazraims sind nach Gen 10,13  die Luditer, Anamiter, Lehabiter, Naftuhiter, Patrositer, Kasluhiter und Kaftoriter. Die Kasluhiter werden ferner als die Vorfahren der Philister bezeichnet.

## Rezeption
In der irregulären Freimaurerei baut der Memphis-Misraïm-Ritus auf der Vorstellung auf, dass über Mizraim ein vorsintflutliches göttliches Wissen in Ägypten überliefert worden sei.